# كاثرين تاكر
كاثرين تاكر (بالإنجليزية: Kathryn Tucker)‏ هي محامية أمريكية، ولدت في 1959.